# Radulphius laticeps
Radulphius laticeps är en spindelart som beskrevs av Eugen von Keyserling 1891. Radulphius laticeps ingår i släktet Radulphius och familjen sporrspindlar. Inga underarter finns listade i Catalogue of Life.